# أبريل ستيوارت
أبريل ستيوارت (بالإنجليزية: April Stewart) هي ممثلة أمريكية، ولدت في 1 أبريل 1969 في تروكي في الولايات المتحدة.

## أعمال

### أفلام
- رالف المدمر[5][6][7][8][9]
- فيلم سبونج بوب سكوير بانتس: الإسفنج خارج المياه
- مهمة مستحيلة: بروتوكول الشبح[10]

### مسلسلات
- أسطورة كورا
- إيل تايغر: مغامرات ماني ريفيرا
- ساوث بارك

## وصلات خارجية
- الموقع الرسمي
- أبريل ستيوارت على موقع IMDb (الإنجليزية)
- أبريل ستيوارت على موقع ألو سيني (الفرنسية)
- أبريل ستيوارت على موقع أول موفي (الإنجليزية)
- أبريل ستيوارت على موقع قاعدة بيانات الفيلم (الإنجليزية)
- أبريل ستيوارت على موقع كينوبويسك (الروسية)